# 울랄라세션
울랄라 세션(영어: Ulala Session)은 박승일, 김명훈, 최도원으로 구성된 대한민국의 남성 3인조 음악 그룹이다.

## 활동

### 2011년

#### 슈퍼스타K 3
2011년에 열린 슈퍼스타K 3에 군조를 제외한 멤버가 참여하여 예선 때부터 댄스, 아카펠라 등 뛰어난 실력으로 우승후보에 거론되며 순조롭게 출발했다. 이후 리더 임윤택의 위암 4기 소식이 전해지면서 시청자들을 안타깝게 만들었으나 긍정적인 마인드와 매회 생방송 무대마다 완벽한 무대를 선사해 보는 이들에게 감동을 전달했다. 생방송 무대에서는 R&B, 퍼포먼스, 댄스, 발라드까지 모든 장르를 완벽히 소화해낼 수 있는 실력파 그룹으로 인정받았고 슈퍼스타k 사상 처음으로 3주 연속 심사위원 점수 1위를 기록하며 슈퍼세이브 제도로 Top 5까지 올랐다. 세 번째 생방송 무대인 <미인>을 부를 때는 이례적으로 심사위원 이승철을 비롯한 심사위원들의 기립박수를 받았다. 네 번째 생방송 무대에서는 1위를 하지는 못했으나 호평을 받으며 Top 4에 진출했다. 특히 첫 생방송 무대에서 불렀던 〈달의 몰락〉은 빌보드 K-Pop 차트에서 3위를 차지하는 등 좋은 차트 성과도 거뒀다. 다섯 번째 생방송 무대에서 불렀던 이승철의 〈서쪽 하늘〉로 버스커 버스커를 누르고 음원 차트 1위를 휩쓸었다. 이 곡으로 Top 3에 들었던 울랄라세션은 약속한대로 서울 명동에서 플래시몹을 실행으로 옮기며 큰 화제가 되었다. Top 3의 준결승전이 펼쳐진 11월 4일에는 박진영의 'Swing Baby'를 뮤지컬을 연상시키는 무대로 꾸며 심사위원들과 방청객들의 큰 호응을 이끌어내 결승에 진출했다. 버스커 버스커와의 결승에서 최종 우승하였다.

### 2012년
1집 울랄라센세이션을 발매하였다.

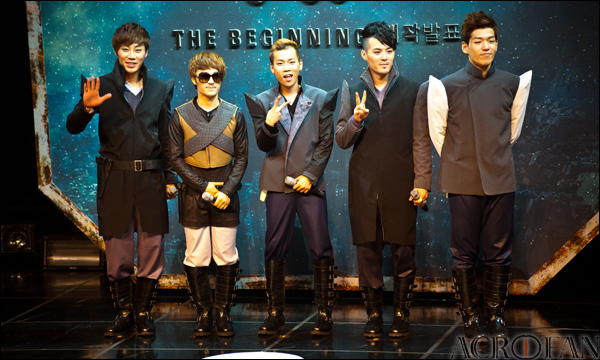
왼쪽부터 박승일, 김명훈, 임윤택, 군조, 박광선

드라마 각시탈의 ost인 굿바이데이를 발매하였다.

### 2013년
2013년 1월 15일 아시아 모델 시상식에서 인기가수상을 수상하였다.
2013년 2월 11일 리더인 임윤택이 위암으로 사망하였다.
2013년 6월 27일 발라드 앨범 Memory를 발매하였다.
2013년 8월 6일 fonky를 발매하였다.
2013년 9월 27일 드라마 스캔들: 매우 충격적이고 부도덕한 사건 ost 인 그려본다를 발매했다.
2013년 11월 5일 듀스 20주년 헌정앨범으로 사랑하는이에게를 불렀다.
2013년 11월 30일 황금 무지개 ost 달이웁니다를 발매했다.

### 2014년
2014년 4월 23일 주영훈 20주년 기념앨범 part.5로 장혜진의 꿈의대화의 리메이크곡을 발매했다.
2014년 6월 30일 아이유와의 콜라보레이션 곡인 애타는마음 을 발매했다. 이 곡은 과거 임윤택이 살아있을 때 불렀던 곡으로 원래는 녹음당시 발표하려했지만 임윤택의 죽음으로 발매가 미뤄지다가 뒤늦게 발매됐다.
2014년 8월 21일 드라마 괜찮아, 사랑이야의 OST인 Love fiction을 발매했다.
2014년 9월 1일 2014 추억의 7080 충장축제 홍보곡인 너랑나랑을 발매했다.
2014년 11월 19일 정규1집 수록곡인 '지금우는사람들'을 선공개 한 후 정규 1집인 reJOYce를 발매했다.

### 2015년
2015년 4월 30일 박승일을 주축으로 3인조 유닛 그룹인 울랄라 프레이즈를 만들어 CCM 음반을 발매하였다.이 그룹의 멤버로 예전부터 울랄라 크루로 함께 음악 활동을 하였던 최도원, 하준석이 참여하였다. 이 프로젝트는 울랄라 세션의 리더 고(故) 임윤택의 아이디어로 시작된 것으로 8번 트랙에는 고(故) 임윤택이 마지막으로 교회에서 부른 찬송가를 수록하며 추모의 의미를 더했다.
2015년 11월 18일 군조가 탈퇴하고 박광선이 개인의 건강문제 및 솔로 활동을 위해서 울랄라세션으로서의 활동을 일시중단하겠다는 입장을 밝혔다. 이후 유닛그룹이던 울랄라프레이즈의 멤버였던 최도원과 하준석이 영입되어 다시 4인조로 재편성되었다.

### 2016년
2016년 12월 10일 불어라 미풍아 OST 인 들려(listen)을 발매했다. 2016년 12월 22일 W-재단에서 주최한 2017년 세계자연보전 프로젝트 연말 '자연보전모금 캠페인'중 스타들의 재능기부로 만들어진 환경보전 캠페인송이 수록된 Hooxi, The Beginning 앨범에 참여했다. 해당 앨범에는 총 세 곡이 수록되어있는데 이 중 울랄라세션은 첫번째 트랙인 Together as one 과 두번째 트랙인 Talk about love 에 참여하였다.

### 2017년
2017년 4월 22일 아름다운 한컷을 발매했다.

### 2018년
2018년 1월 8일 드라마 막돼먹은 영애씨 시즌 16 OST인 우울해하지 말아요를 발매하였다.
2018년 2월 5일 드라마 으라차차 와이키키 OST인 와이키키 원더랜드를 발매하였다.
2018년 4월 4일 드라마 추리의 여왕 2 OST인 Stay를 발매하였다.
2018년 5월 7일 드라마 시를 잊은 그대에게의 OST인 시간을 달려를 발매하였다.
2018년 9월 22일 드라마 하나뿐인 내편의 OST인 그런 사람 없습니다를 발매하였다.

### 2019년
2019년 5월 5일 드라마 국민 여러분!의 OST인 올 테면 와라를 발매하였다. 2019년 6월 28일 소속사인 어베인뮤직과 계약해지를 하였다. 하지만 7월 9일 하준석이 어베인뮤직과 재계약을 맺어 솔로 가수로 전향, 팀을 탈퇴하여 팀이 3인조로 개편되었다. 2019년 7월 23일 소속사 바바플레이와 계약을 맺었다. 

### 2020년
2020년 9월 3일 싱글 앨범 9월의 봄을 발매하였다. 여기서 박승일은 개인 사정으로 불참하였다.

### 2021년
2021년 2월 27일 드라마 오! 삼광빌라!의 OST인 가슴으로 운다를 발매하였다. 바바플레이와 계약 종료 후 태원엔터테인먼트와 계약을 맺었다.
이후 싱어게인 2 - 무명가수전에 출연하여 3인조가 되었음에도 여전히 변함없는 훌륭한 가창력과 퍼포먼스를 선보여 심사위원들과 많은 시청자들에게 호평을 들었고 TOP 10에 진출하였다.

### 2022년
2022년 4월 24일 드라마 현재는 아름다워의 OST인 소심한 남자를 발매하였다. 2022년 6월 15일 ULS 프로젝트 session.1 - I am fine을 발매하였다.2022년 8월 29일 ULS 프로젝트 session.2 - 오마주(Hommage)를 발매하였다. 2022년 12월 14일 싱글 앨범인 Forever & Forever (다시 우리 만나면)을 발매하였다.

### 2023년
2023년 3월 13일 ULS 프로젝트 session.3 - On my way를 발매하였다. 2023년 5월 18일 싱글 앨범인 고백의 온도를 발매하였다. 2023년 5월 22일 드라마 시작은 첫키스의 OST인 For my love (2023년) (원곡 : 엠스트리트)를 발매하였다.

## 발매 앨범
- 싱글

| 발매일      | 앨범명                            | 수록곡                                                                       |
| ----------- | --------------------------------- | ---------------------------------------------------------------------------- |
| 2011년 11월 | 《너와 함께》                     | 1. 너와 함께 2. 너와 함께(Inst.)                                             |
| 2013년 8월  | ULALA SESSION FONKY               | 1. Fonky (Feat.설운도) 2. Fonky (Inst.)                                      |
| 2014년 4월  | 《주영훈 20주년 기념앨범 Part 2》 | 1. 꿈의 대화 2. 꿈의 대화 (Inst.)                                            |
| 2014년 6월  | 《애타는 마음》                   | 1. 애타는 마음 with 아이유 2. 애타는 마음 (Inst.)                            |
| 2014년 9월  | 《너랑나랑》                      | 1. 너랑 나랑                                                                 |
| 2014년 9월  | 《내가 갈게》                     | 1. 내가 갈게(Original ver.) 2. 내가 갈게(Online ad ver.) 3. 내가 갈게(Inst.) |
| 2017년 4월  | 《아름다운 한컷》                 | 1. 아름다운 한컷 2. 아름다운 한컷(inst)                                      |

- 미니 앨범

| 발매일     | 앨범명                     | 수록곡 |
| ---------- | -------------------------- | --- |
| 2012년 5월 | 《ULALA SENSATION Part 1》 | 1. URBANIC (울랄라 Prologue) 2. 울랄라 3. 아름다운 밤                                                                                        |
| 2012년 5월 | 《ULALA SENSATION Part 2》 | 1. 다쓰고없다 2. Dynamite(Feat.윤미래) 3. Wedding singer 4. 난 행복해                                                                        |
| 2013년 6월 | 《MEMORY》                 | 1. Dear...(Intro.) 2. 거름 3. Memory 4. 한 사람(I'll be there) 5. 낡은 테잎(TAQ...remember) 6. 거름 (Inst.) 7. 한 사람(I'll be there)(Inst.) |

- 정규 앨범

| 발매일      | 앨범명          | 수록곡 |
| ----------- | --------------- | --- |
| 2014년 11월 | 《1집 reJOYce》 | 1. Kick start 2. Best girl 3. 지금 우는 사람들 4. 그녀는 예뻐 5. Heartache 6. Happy virus 7. 완전 완전 완전 8. Brand new day 9. 연남 디스코 10. 너랑 나랑(Original ver.) |

- OST

| 발매일      | 앨범명                         | 수록곡                               |
| ----------- | ------------------------------ | ------------------------------------ |
| 2012년 6월  | 《각시탈 OST Part 1》          | 1. 굿바이데이 2. 굿바이데이 (Inst.)  |
| 2013년 9월  | 《스캔들 OST Part 5》          | 1. 그려본다 2. 그려본다(Inst.)       |
| 2013년 11월 | 《황금 무지개 OST Part 1》     | 1. 달이 웁니다 2. 달이 웁니다(Inst.) |
| 2014년 8월  | 《괜찮아, 사랑이야 OST》       | 1. Love fiction                      |
| 2016년 12월 | 《불어라 미풍아 OST》          | 1. '들려(listen)                     |
| 2018년 1월  | 《막돼먹은 영애씨 시즌16 OST》 | 1. 우울해하지 말아요                 |
| 2018년 2월  | 《으라차차 와이키키 OST》      | 1. 와이키키 원더랜드                 |

- 참여 음반

| 발매일      | 앨범명                           | 수록곡                      |
| ----------- | -------------------------------- | --------------------------- |
| 2013년 11월 | 《듀스 20주년 헌정 앨범 part 5》 | 1. 사랑하는 이에게          |
| 2014년 7월  | 《김도향 My life》               | 1. My life(Feat.울랄라세션) |

## 구성원
| 이름   | 소개 |
| ------ | --- |
| 박승일 | - 이름 : 박승일 - 생년월일 : 1981년 4월 4일(44세) - 출생지 : 대한민국 서울특별시 - 포지션 : 베이스보컬 - 활동기간 : 2011년 ~ 현재                   |
| 김명훈 | - 이름 : 김명훈 - 생년월일 : 1983년 10월 30일(41세) - 출생지 : 대한민국 서울특별시 - 학력 : 한서고등학교 - 포지션 : 보컬 - 활동기간 : 2011년 ~ 현재 |
| 최도원 | - 이름 : 최도원 - 생년월일 : 1985년 3월 5일(40세) - 출생지 : 대한민국 서울특별시 - 학력 : 서울예술대학교 - 포지션 : 보컬 - 활동기간 : 2015년 ~ 현재 |

### 이전 구성원
| 이름   | 소개 |
| ------ | --- |
| 임윤택 | - 이름 : 임윤택 - 생년월일 : 1980년 11월 15일 - 출생지 : 대한민국 서울특별시 - 사망일 : 2013년 2월 11일(32세) (위암 4기로 투병을 하던 중 사망.) - 사망지 : 대한민국 연세대학교 의료원 - 포지션 : 리더, 랩, 보컬 - 활동기간 : 2011년 ~ 2013년 |
| 박광선 | - 이름 : 박광선 - 생년월일 : 1990년 8월 3일(34세) - 출생지 : 대한민국 경기도 성남시 - 학력 : 이매고등학교 - 포지션 : 보컬 - 활동기간 : 2011년 ~ 2015년                                                                                       |
| 군조   | - 본명 : 이영진 - 생년월일 : 1980년 6월 11일(44세) - 출생지 : 대한민국 서울특별시 - 포지션 : 랩, 안무 - 활동기간 : 2012년 ~ 2015년 |
| 하준석 | - 이름 : 하준석 - 생년월일 : 1987년 8월 9일(37세) - 출생지 : 대한민국 서울특별시 - 학력 : 광운대학교 - 포지션: 보컬 - 활동기간 : 2015년 ~ 2019년                                                                                             |

## 슈퍼스타K 3

### 공연곡
- 2011년 9월 30일
  - 김현철 - 〈달의 몰락〉
- 2011년 10월 7일
  - 저니 - "Open Arms"
- 2011년 10월 14일
  - 신중현 - 〈미인〉
- 2011년 10월 21일
  - 비 - 〈나쁜 남자〉
- 2011년 10월 28일
  - 이승철 - 〈서쪽하늘〉
- 2011년 11월 4일
  - 박진영 - "Swing Baby"
- 2011년 11월 11일
  - 이소라 - 〈난 행복해〉
  - 신곡 - 〈너와 함께

## CF
- 2012년 팬택 베가 LTE

- 2012년 KB국민카드
- 2012년 마리오아울렛
- 2013년 LG전자 시네뷰
- 2014년 산업통상자원부&에너지관리공단 에너지절약캠페인
- 2014년 이원 투다리
- 2016년 중소기업청&소상공인시장진흥공단 신사업 창업 사관학교 꿈이룸